# Lopholejeunea pocsii
Lopholejeunea pocsii là một loài Rêu trong họ Lejeuneaceae. Loài này được Gyarmati, Andrea mô tả khoa học đầu tiên năm 2005.